# Вірява
Вірява (ерз. вир — «ліс», ава — «жінка») — ерзянське дохристиянське божество. В Інешкіпазії — володарка лісу, господиня.
Дослідники історії ерзянської міфології вважають, що її образ виник, насамперед, як результат страху перед лісовою гущавиною, де можна загубити стежку, заблукати, потрапити в пазурі диких звірів. В ерзянській міфології ліс протистояв людині як зла сила. У той же час він був і годівником, місцем ведення лісових промислів — мисливства, бортництва, збиральництва, заготівлі деревини тощо. В міру засвоєння лісу, розбудови мережі сільських поселень, люди стали менше боятися Віряви і знайшли способи «відбиватися» від неї, зокрема, — відходити задкуючи.
Вірява з'являлась перед людьми в образі оголеної жінки з розпущеним волоссям. Часом Віряву зображували у білій домотканій сорочці. Нерідко в якості особливої прикмети Віряви підкреслювалися її непомірно великі груди: «Вона спить, перса під голову кладе». На цю особливість в портреті язичницької покровительки лісу звернули увагу ще А. І. Маскаєв і Н. Ф. Мокшін. Могла закрутити, завести в лісову гущавину, а могла відкрити ягідні і грибні галявини. Тому ерзя намагалися задобрити богиню подарунками — розвішували на гілках стрічки і прикраси.
В кожному оповіданні даються якісь нові риси цього персонажа, що часом суперечать одна одній. Але навіть при різноманітності описів, Вірява дуже відрізняється від господаря лісу у давніх московитів — лісовика — і є національною представницею навколишнього світу.
Вірява — один із образів фіно-угорського героїчного епосу «Масторава».